# Renate Rubinstein
Pour les articles homonymes, voir Rubinstein.
Renate Rubinstein, née le 16 novembre 1929 à Berlin (Allemagne), morte le 23 novembre 1990 à Amsterdam est un écrivaine néerlandaise.
Elle a été rédactrice du journal Propria Cures et journaliste pour Vrij Nederland.
Son enfance fut marquée par la fuite de sa famille de l'Allemagne nazie.
En 1977, il est apparu qu'elle souffrait de la sclérose en plaques, ce qui a entraîné des changements majeurs dans sa vie. Renate Rubinstein a finalement mis fin à ses jours en 1990 à l'âge de 61 ans et a été enterrée au cimetière de Zorgvlied à Amsterdam.
Peu après sa mort, son livre Mijn beter ik a été publié, révélant qu'elle avait eu une liaison secrète avec Simon Carmiggelt de 1980 jusqu'à la mort de celui-ci en 1987. Auparavant, elle avait été mariée à l'homme politique et critique littéraire Aad Nuis (de 1956 à 1963) et au psychologue et chroniqueur Jaap van Heerden (de 1971 à 1974).

## Œuvres
- Namens Tamar (1964)
- Met verschuldigde hoogachting (1966)
- Jood in Arabië-Goi in Israël (1967)
- Sta ik toevallig stil (1970)
- Tamarkolommen en andere berichten (1973)
- Klein Chinees woordenboek (1975)
- Was getekend Tamar (1977)
- Niets te verliezen en toch bang (1978)
- Een man uit Singapore (1979)
- Hedendaags feminisme (1979)
- Ieder woelt hier om verandering (1979)
- Twee eendjes en wat brood (1981)
- Links en rechts in de politiek en in het leven (1982)
- Met gepast wantrouwen. Notities over de Hollandse ziekte (1982)
- Liefst verliefd (1983), Naar de bliksem? Ik niet (1984)
- Alexander (1985)
- Nee heb je (1985)
- Toekomstmuziek (1986)
- Tijd van leven (1987)
- Over mijn katten (1989)
- Overgangscursus (1990)
- Mijn beter ik (1991)
- Wat vliegt de tijd! (1992)